# Selva (Grigno)
Selva è una frazione del comune di Grigno in provincia di Trento. Situato a 267 metri slm, il piccolo paese conta 91 abitanti e dista 4,5 km dal capoluogo comunale.

## Strada Barricata
Dalla piccola frazione parte la strada che porta nell'altopiano di Marcesina, meta di moltissime escursioni di ciclisti e motociclisti.
La strada è però spesso chiusa nel periodo invernale a causa delle forti nevicate che interessano il territorio.